# Мухаммас
Мухаммас (араб. مخمس‎ «упятеренный»; также мухаммаз) — строфическая форма в поэзии Ближнего и Среднего Востока и Средней Азии.
Каждая строфа стихотворения состоит из пяти строк, из которых первые три принадлежат автору произведения, а последние две — цитата из какого-либо стихотворения. Своего рода толкование взятого за основу стихотворения.
Может быть также самостоятельным произведением, обычно, пессимистического характера.
Строки первой строфы имеют общую рифму или редиф, которые повторяется в пятой строке каждой следующей строфы. Остальные строки последующих строф могут иметь собственную рифму. Иногда пятая строка во всех строфах повторяется.
Среди известных поэтов, использовавших мухаммас:
- Мирза Асадулла-хан Галиб
- Бахадур Шах